# اتابکان یزد
اتابکان یزد یکی از سلسله‌های ملوک‌الطوایفی ایران است که بین سال‌های ۷۲۸ تا ۵۳۶ هجری بر منطقه  یزد حکومت کرد. از جانب مادر اتابکان یزد به خاندان کاکویه از خویشان دیالمهٔ آل بویه منسوب بودند. بنیان‌گذار این سلسله رکن‌الدین بن وردانزور خواهرزادهٔ پدر امیر فرامرز بن علی آخرین فرمانروای خاندان کاکویه حکام قدیم یزد به‌شمار می‌آمد. امیر فرامرز که از جانب مادر خویشاوند سلجوقیان بود، سال‌ها در دستگاه سلطان سنجر به سر برده بود و در نزد او تقرب و حرمت تمام داشت. چون او در جنگ قطوان در ۵۳۶ هجری در رکاب سنجر کشته شد، حکومت یزد که از سال‌ها پیش به خاندان او تعلق داشت به دخترانش که خردسال بودند رسید. سنجر هم رکن‌الدین سام را از جانب آن‌ها نیابت حکومت کرد و عنوان اتابک را هم به مناسبت نیابت و سرپرستی این دختران به نام وی افزود. رکن الدین سام ظاهراً تا سال‌ها بعد از عهد سنجر در یزد با همین عنوان حکومت کرد. اما در اواخر عمر ازین کار کناره گرفت (۵۸۴ هجری) و حکومت یزد به برادرش عزالدین لنگر رسید که همچنان خود را اتابک خواند و چون فرمانروایی این ولایت پس از او به فرزندان او رسید بعدها او را ابوالملوک خواندند. وی با سلاجقه کرمان رابطهٔ دوستی و خویشاوندی مجدد برقرار کرد و مدت ۲۰ سال (۶۰۴–۵۸۴ هجری) در یزد فرمانروایی کرد. پسران و نواده‌اش بعد از او همچنان در یزد به عنوان اتابک فرمان راندند. مقارن ورود هلاکوخان به ایران یک نوادهٔ او به نام طغانشاه وفات ۶۷۰ نسبت به ایلخان اظهار انقیاد کرد و از جانب وی در امارت یزد تأیید شد. پسر او یوسف شاه در اواخر عهد ارغون داعیهٔ استقلال یافت اما در مقابل سپاه مغول تاب مقاومت نیاورد. شهر در سال ۶۹۰ هجری به دست مغول افتاد و عرضهٔ غارت گشت. هر چند نظارت بر مالیات شهر از طرف ایلخان به سلطانشاه پسر امیر نوروز داده شد و نام حکومت از خاندان قوم بیرون نرفت. آخرین اتابک این خاندان حاجی شاه بن یوسف شاه بود که بعد از پدر ۲۸ سال حکومت کرد. سرانجام امیر مبارزالدین بن امیر مظفر حاکم میبد به اشارت ابوسعید ایلخان او را از یزد بیرون راند و بدینگونه حکومت اتابکان در یزد در سال ۷۱۸ هجری پایان یافت.

## فرمانرواها
| فرمانروا             | سال فرمانروایی |
| اتابک رکن‌الدین سام   | ۵۳۶–۵۸۶ قمری   |
| اتابک عزالدین لنگر   | ۵۸۶–۶۰۴ قمری   |
| اتابک وردان‌روز       | ۶۰۴–۶۱۵ قمری   |
| اتابک قطب‌الدین       | ۶۱۵–۶۲۶ قمری   |
| اتابک سلطان محمودشاه | ۶۲۴–۶۳۷ قمری   |
| اتابک سلغرشاه        | ۶۳۷–۶۴۷ قمری   |
| اتابک طغان‌شاه        | ۶۴۷–۶۷۰ قمری   |
| اتابک علاءالدوله     | ۶۷۰–۶۷۳ قمری   |
| اتابک یوسف‌شاه        | ۶۷۳–۶۹۰ قمری   |
| اتابک حاجی‌شاه        | ۶۹۰–۷۱۸ قمری   |

- رکن‌الدین سام:

بعد از کشته شدن امیر فرامرز بن علی آخرین امیر آل کاکویه، سلطان سنجر آن دیار را به دو تن از دختران او واگذار کرد و رکن الدین سام نوه دختری امیر علاالدوله علی را که یکی از امیران لشکر یزد بود به اتابکیه ایشان گذاشت، و رکن الدین سام به نیابت از دختران امیر فرامرز در یزد حکومت می‌کرد، بعد از مرگ این دو دختر رشته امور به دست رکن الدین سام و جانشینانش افتاد که به اتابکان یزد معروف شدند.
در زمان رکن الدین سام، سلاجقه آل‌قاوَرْد  بر کرمان فرمان‌روایی می‌کردند که رکن الدین سام با آن‌ها روابط نزدیکی داشت و در رقابت‌های قاوردیان و اتابکان کرمان دخالت می‌کرد، وی گاه از حمایت یکی بر دیگری می‌تاخت و گاه از آنان در برابر حملات فرمانروایان دیگر حمایت می‌کرد و در جنگ میان اتابک محمد و اتابک مویدالدین ریحان همواره از مویدالدین حمایت می‌کرد، بعد از مرگ ملک طغرل پادشاه سلجوقی کرمان، میان پسران او اختلاف افتاد که رکن الدین سام از ملک ارسلان حمایت و چند بار به همراه او به کرمان حمله کرد. در همین دوران موید الدین ریحان که مقام اتابکی داشت از بهرام شاه جدا شد و با ذخایر و سرمایه‌های خود به بهانه حج راهی یزد شد، رکن الدین سام از او به گرمی پذیرایی کرد و او را در شمار نزدیکان و همنشینان خود قرار داد و موید الدین ریحان پیوسته از اموالی که همراه خود آورده بود به رکن الدین تقدیم می‌کرد، رکن الدین به
همراه موید الدین ریحان به فارس حمله کرد تا اتابک تکلت زنگی را از میان بردارد و آن سرزمین را به حکومت خود اضافه کند؛ ولی از او شکست خورد و اسیر شد؛ با همه این‌ها تکله او را بزرگ داشت و به یزد برگرداند.
چندی بعد رکن الدین سام به همراه برادر خود شرف الدین بیستا وموید الدین ریحان به کرمان حمله کردند که وقتی به جیرفت رسیدند، امیر ایبک دراز و غلام‌های او از سپاه کرمان آهنگ مقابله کردند، که باعث شد رکن الدین بترسد و عقب‌نشینی کند و به یزد بازگردد، ولی در حمله دوم بردسیر که دارالحکومه آنجا بود را تصرف کرد و رکن الدین به دلیل کینه‌ای که از امیر ایبک دراز به دل گرفته بود او را کشت و موید الدین بعد از ۷ سال اقامت در یزد منصب پیشین خود را بازیافت و اتابک آنجا شد.
رکن الدین سام ۵۰ سال بر یزد حکومت کرد او فردی نرمو خو و بردبار بود؛ اما در کار کشورداری از خود لیاقتی نشان نداد به همین خاطر در اواخر عمر امرای یزد او را برکنار کردند و برادرش عزالدین لنگر را بجای او گذاشتند. در دوران حکومت او از دانشمندان و شاعران حمایت می‌شد و رکن الدین سام با مورخ کرمانی افضل الدین ابوحامد کرمانی انس داشت و پیوسته او را به یزد دعوت می‌کرد و عاقبت ریاست دیوان انشا را به او داد ولی او نپذیرفت.
رکن الدین سام تنها یک پسر داشت به نام علاالدوله که پیوسته ملازم سلطان جلال الدین خوارزمشاه بود.
- عزالدین لنگر:

وی پس از برکناری برادرش به حکومت رسید. او فرمان‌روایی دلیر و رزم اور بود و پیش از رسیدن به اتابکی یزد در کنار ملک ارسلان سلجوقی در جنگ‌ها شرکت داشت و چند بار از جانب سلجوقیان به حکومت شیراز و اصفهان رسید.
عزالدین لنگر در مجموع بیست سال بر یزد حکومت و آنجا را به خوبی اداره کرد و در آبادانی آنجا کوشید، او با اتابک محمد از اتابکان کرمان خویشاوند بود و پیوسته او را یاری می‌رساند.
- وردان روز:

وی پسر عزالدین لنگر بود و به اتابکی یزد رسید. قبل از اتابکی یزد مدتی در خدمت سلطان محمد بن ملکشاه سلجوقی بود و پس از پیروزی در نبردی که با  اسماعیلیان در قلعه الموت داشت، از خلیفه عباسی لقب حسام امیرالمؤمنین گرفت.
او در یزد مدرسه‌ای با دو منار و بازار ساخت و در نهایت در سال ۶۱۵ ه‍.ق درگذشت و پیکرش در مدرسه‌ای که خود ساخته بود به خاک سپرده شد.
- قطب الدین ابومنصور اسفهسالار:

او دیگر پسر عزالدین لنگر بود که پس از برادر خود به حکومت رسید؛ و لقب سلطان نیز برای این اتابک به کار برده می‌شد. در مورد تحرکات سیاسی، نظامی و سپهسالاریه قطب الدین گزارشی در دسترس نیست. در زمان او براق حاجب حاکم کرمان بود که سلطان قطب الدین دختر او را به ازدواج پسر خود، محمودشاه درآورد، گزارش‌هایی از ساخت و ساز مسجد، مدرسه و بازار در زمان او وجود دارد، به عنوان نمونه او مدرسه‌ای با دو منار ساخت و زمینی در خارج از شهر گرفت و میدان درست کرد، او زیارت قدمگاه امام هشتم (ع) را امارت کرد و نشان ولایت بر او ظاهر شد
مادر او به نام مریم خاتون، مریاباد را ساخت و در آن آب جاری کرد و دروازه‌ای را که به امیر مفتوح معروف است ساخت.
سلطان قطب الدین با یوز پلنگ آسیایی باز و سگ شکاری سری داشت
قطب الدین ابومنصور در سال ۶۲۶ درگذشت و او را در مدرسه خود به خاک سپردند.
- قطب‌الدین محمود شاه:

او پس از پدرش به حکومت یزد رسید و از حوادث دوران حکومت او آمدن ابولمظفر قتلغ خان پسر براق حاجب و برادر زن خود از طبس به یزد بود و به یاریه محمود شاه به کرمان وارد شد و یک سال بعد به حکومت ان شهر دست یافت، محمود شاه دو پسر به نام‌های رکن الدین علاالدوله و مظفر الدین محمد داشت.
محمود شاه در سال ۶۳۷ در گذشت و در مدرسه محمود شاهیه که به دستور خود او با دو منار عالی ساخته شده بود به خاک سپرده شد. ساخت این مدرسه را همسر او یاقوت ترکان در سال ۶۴۰ به پایان رسانید و خود ترکان‌خاتون را هم در کنار همسر خود به خاک سپردند.
- رکن الدین علاالدوله:

او از هلاکوخان منشور اتابکیه یزد را گرفت، علاالدوله به خونخواهی خواهرش، ترکان خاتون، زن سعدبن ابی بکر سلغری، که به دست سلجوق شاه کشته شده بود همراه با لشکریان مغول به فارس حمله کرد، اما به تیر یکی از سرداران سلغریبه نام بیگلیک کشته شد.
علاالدوله از دانشمندان و اهل فضل پیوسته حمایت می‌کرد و آنان را از نواحی مختلف به یزد فرا می‌خواند.
علاالدوله چند فرزند داشت که نام یکی از آن‌ها به نام شاه قطب الدین محمود از سردار سپاه مبارزالدین محمد مظفری بود و نبر با ابواسحاق اینجو به وی یاری می‌رساند.
- طغان شاه:

طغان شاه یا طغی پسر علاالدوله که پس از پدر به حکومت رسید و از سال ۶۶۲ تا ۶۷۰ در یزد به مدت ۸ سال حکم راند.
طبق گزارش‌هایی که در دست است،  او پیرامون یزد باغ ساباطی عالی و مسجد زیبا ساخت، و در یزد به آرامش و دادگری فرمانروایی کرد.
- علاالدوله دوم:

علاالدوله دوم بعد از پدر در سال ۶۷۰ به شاهی رسید. در سه سال پادشاهی او اتفاق خاصی رخ نداد؛ در اواخر شاهی او در سال ۶۷۳ سیل عظیمی در یزد صورت گرفت که گزارش‌ها می‌گویند در یزد پنج شبانه روز باران مفصلی بارید که خرابی‌های زیادی به بار آورد، سیل از کوه‌ها به شهر افتاد و بخش‌هایی از باروی شهر فرو ریخت و محله‌های مریاباد سرسنگ یعقوبی و سلغر آباد را ویران کرد و خانه‌ها و بوستان‌های زیادی ویران شد؛ می‌گویند علاالدوله از این سیل مهیب ترسید و مریض شد و در سال۶۷۳ درگذشت.
- رکن الدین یوسف شاه:

یوسف شاه که به روایتی برادر علاالدوله، و به روایت دیگر پسرش، بعد از او شاه شد.
یوسف شاه در آغاز حکومت خرابی‌های ناشی از سیل عظیم زمان علاالدوله را ترمیم کرد.
او از پسران امیر غیاث الدین حاجی خراسانی نیای آل مظفر حمایت می‌کرد، و آنان به سرعت در دستگاه حکومت مدارج پیشرفت را می پیمودن.
در زمان او در مناطق ندوشن و قهستان راهزنان مردم را مورد اذیت و آزار قرار می‌دادند که یوسف شاه، شرف الدین مظفر را برای از بین بردن راهزنان به آن منطقه می‌فرستد که شرف الدین مظفر به خوبی از عهده کار برآمد، و به همین دلیل یوسف شاه منطقه ندوشن و سرحد جاده‌های ان را به او سپرد.
یوسف شاه پادشاه عیاش و خوش گذرانی بود و دخل یزد خرج او را کفاف نمی‌داد.
وقتی غازان خان به حکومت رسید از تمام شهرهای ایران برای او پیشکش فرستادن به غیر از یزد، غازان خان از اتابک یزد خواستار پیشکش شد ولی یوسف شاه به این خواسته توجهی نکرد، ناگزیر سلطان را بر آن داشت که اقدام به گرفتن یزد از یوسف شاه کند، وگویا بزرگان رشت از رفتارهای یوسف شاه به در بار ایلخان شکایت برده بودند، پس غازان خان داروغه‌ای به نام یسودر را با ۲۰۰ سوار به یزد فرستاد اما یوسف شاه تمکین نکرد و یسودر در بیرون از شهر در باغ حاجی فرود آمد، مادر یوسف شاه برای مصالحه نزد او رفت اما به اهانت بازگردانده شد، اتابک نیمه شب به یسودر تاخت و ۲۰۰ سوار را از دم تیغ گذراند و اردوی او را غارت کرد و زن و پسر او را که بسیار زیبا بودند گرفت و با خود به یزد آورد، برخی از سربازان سیستانی یسودر که جان سالم به در برده بودند خبر این واقعه را برای غازان خان بردند، سلطان دستور داد امیر محمد ایداجی فرمان‌روای اصفهان با ۳۰ هزار سپاهی به یزد حمله کند و یزد را غارت کند.
یوسف شاه چون توان مقاومت نداشت زن و بچه یسودر را برداشت و به همراه شرف الدین مظفر به سیستان فرار کرد، شرف الدین مظفر در میانه راه از یوسف شاه جدا شد و به همراه زن و بچه یسودر ابتدا به کرمان و سپس به یزد رفت و پس از مدتی راهی اردو ارغون خان شد.
چون امیر محمد ایداجی به یزد رسید سادات یزد به استقبال او رفتند و امیر محمد مردی به نام بلغری را به داروغگی شهر گذاشت.
یوسف شاه هم بعد از سیستان به خراسان نزد امیر نوروز پناهنده شد ولی بعد از مدتی دستگیر شد و او را نزد خان مغول بردند و خان مغول او را بخشید اما چون از رفتن به شام وجنگ با عرب‌ها امتنا کرد کشته شد.
- حاجی شاه:

پس از کشته شدن یوسف شاه، مغول‌ها به یزد که تا آن زمان در امان مانده بود چیره شدند.
ایلخان بایدو خان سال ۶۹۴ قلمرو یزد را به ده هزار دینار به سلطان شاه پسر امیر نوروز نواده اتابک علاالدوله پسر محمود شاه به مقاطعه داد به این ترتیب اتابکی قلمرو یزد عملاً از هم پاشید و به سرزمینی اجاره‌ای تبدیل شد، اتابک حاجی شاه در زمان اتابکی خود با حرکتی ناشایست که به خاطر پسری خوب روی بود، درگیر برخوردی با با نایب امیر کیخسرو شد و او را کشت.
این رویداد را ایلخان بایدوخان، شورش قلمداد کرد، در نتیجه به امیر مبارزالدین دستور داد تا حاجی شاه را سرکوب کند. حاجی شاه که تاب پایداری نداشت از یزد گریخت و در نهایت امیر مبارزالدین به حکومت ۱۸۰ ساله اتابکان یزد پایان داد.